# Джанкаин
Джанкаин (тадж. Ҷанкаин) — село в сельском джамоате Саритал Лахшского района. Расстояние от села до центра района (пгт Вахдат) — 33 км, до центра джамоата (село Саритал) — 2 км. Население — 182 человек (2017 г.), таджики. Население в основном занято сельским хозяйством.